# Brian Klugman
Brian Klugman (nascido em 15 de setembro de 1975) é um ator americano. Em 2012 ele estreou como diretor de cinema com o filme  The Words.
Klugman nasceu nos subúrbios de Filadélfia, Pensilvânia . Seu pai é um corretor de imóveis , e sua mãe é uma professora de escola . O tio de Klugman é o ator Jack Klugman vencedor do Golden Globe Award .  Klugman tem dois irmãos e uma irmã: Michael "Mike" Klugman (n. 1985), Jeffrey "Jeff" Klugman (nascidao em 1972) e Laurie Klugman (n. 1977). Frequentou a Germantown Academy e Carnegie Mellon University por 2 anos. Brian é apelidado de "Klugger".
Ele interpretou Kirby Gardner, um estudante, em vários episódios de Frasier. Seus papéis mais recentes foram o Dr. Oliver Wells em Bones e The Words. Ele apareceu em Cloverfield, The Bogus Witch Project, Dreamland, Joan of Arcadia, House MD e National Lampoon's Adam & Eve.
Klugman apareceu em 2009 Vacancy 2: The First Cut' no papel de "Reece". 

## Ligações Externas
- Brian Klugman. no IMDb.